# Abbaye de San Liberatore a Majella
L'Abbaye de San Liberatore a Majella est une ancienne abbaye bénédictine, située en Italie, dans la commune de Serramonacesca (Abruzzes, province de Pescara).

## Histoire
La fondation de cette abbaye est traditionnellement attribuée à Charlemagne (dont un fragment de fresque est conservé dans l'église). En réalité, nous ne possédons qu'une fausse copie simple de l'an 798, fabriquée au milieu du XIIe siècle, dans laquelle Charlemagne, à la demande de l'abbé Théodemar de Montecassino, confirme à ce même monastère cassinois les biens et les immunités, y compris l'église de San Liberatore, déjà accordés par son père Pépin le Bref et par Charles, frère de ce dernier.
Le premier témoignage documentaire fiable sur San Liberatore est le Memoratorium de l'abbé cassinois Bertaire de Montecassino (856-883), dont une version est contenue dans la Chronica sacri monasterii casinensis de Léon d'Ostie, où sont indiqués les nombreux biens de San Liberatore (terres, églises, monastères).
Au IXe siècle, San Liberatore possédait un patrimoine qui s'étendait de la Maiella à l'Adriatique entre les vallées du Sangro et du Pescara, couvrant les zones des territoires actuels de Serramonacesca, Manoppello, Roccamontepiano et Fara Filiorum Petri. L'édifice fut élevé en 1007 sur ordre du moine Théobald sur une construction préexistante datant du IXe siècle. C'est justement à Théobald, qui a radicalement restructuré l'église et les bâtiments de la communauté, que l'on doit un Commemoratorium, un inventaire testamentaire dans lequel, d'abord en tant que préposé de San Liberatore, puis en tant qu'abbé de Montecassino (à partir de 1022), il atteste de son engagement pour San Liberatore, ainsi que de la dotation liturgique et de l'activité scripturaire qu'il a promue en faveur de l'église monastique de la Maiella. L'amour de Théobald pour ce monastère fut tel qu'il y fut enterré, et au même endroit fut inhumé en 1055 un autre abbé de Montecassino, Richerius, mort à Aterno (Pescara) lors d'un voyage avec le comte de Chieti Trasmondo III. Vers 1070, l'église fut complètement rénovée sur ordre de l'abbé de Montecassino, Desiderius, sous la supervision directe d'Adenolfus, moine et préposé de l'époque. De manière ininterrompue, du IXe siècle jusqu'à la fin du XVIIIe siècle, San Liberatore, qui est resté une prépositure dépendante de l'abbaye de Montecassino, a été le centre autour duquel gravitait la présence de Montecassino en Abruzzes, comme en témoigne la documentation relative au monastère de la Maiella, qui comprend plus de 800 unités.
Grâce aux sources, il a également été possible de reconstituer la série chronologique des préposés de San Liberatore, allant de Potericus (856?-883?) à Cherubino de Luna d'Aragona de Naples (1804). Les formes actuelles de l'église remontent à l'époque où Desiderius, abbé de Montecassino, y a transporté en 1080 de nouvelles équipes de travail qui ont rapidement créé une école artistique locale.
L'abbaye a commencé à décliner au XVe siècle, parallèlement aux abbayes de l'ordre cistercien, et est passée en commende à des évêques et abbés extérieurs aux Abruzzes jusqu'au XVIIIe siècle. La présence d'un cycle de fresques de la Renaissance célébrant l'histoire du monastère et des saints et abbés qui y étaient liés témoigne du dernier éclat de splendeur de l'abbaye. Le tremblement de terre de 1706 a endommagé l'église, qui a été restaurée dans le style baroque, avec une grande fenêtre à la place de l'ouverture en plein cintre visible depuis la contre-façade, et un plafond à caissons.
À l'époque d'Ignazio Carlo Gavini, un érudit de l'architecture médiévale des Abruzzes, l'église bénédictine était dans un état d'abandon grave, avec l'herbe recouvrant l'édifice et le toit effondré en plusieurs endroits ; après avoir été laissée à l'état de ruine pendant de nombreuses années en raison de la négligence, elle a été restaurée entre 1967 et 1971 par le surintendant Mario Moretti et considérablement valorisée.

## L'abbaye

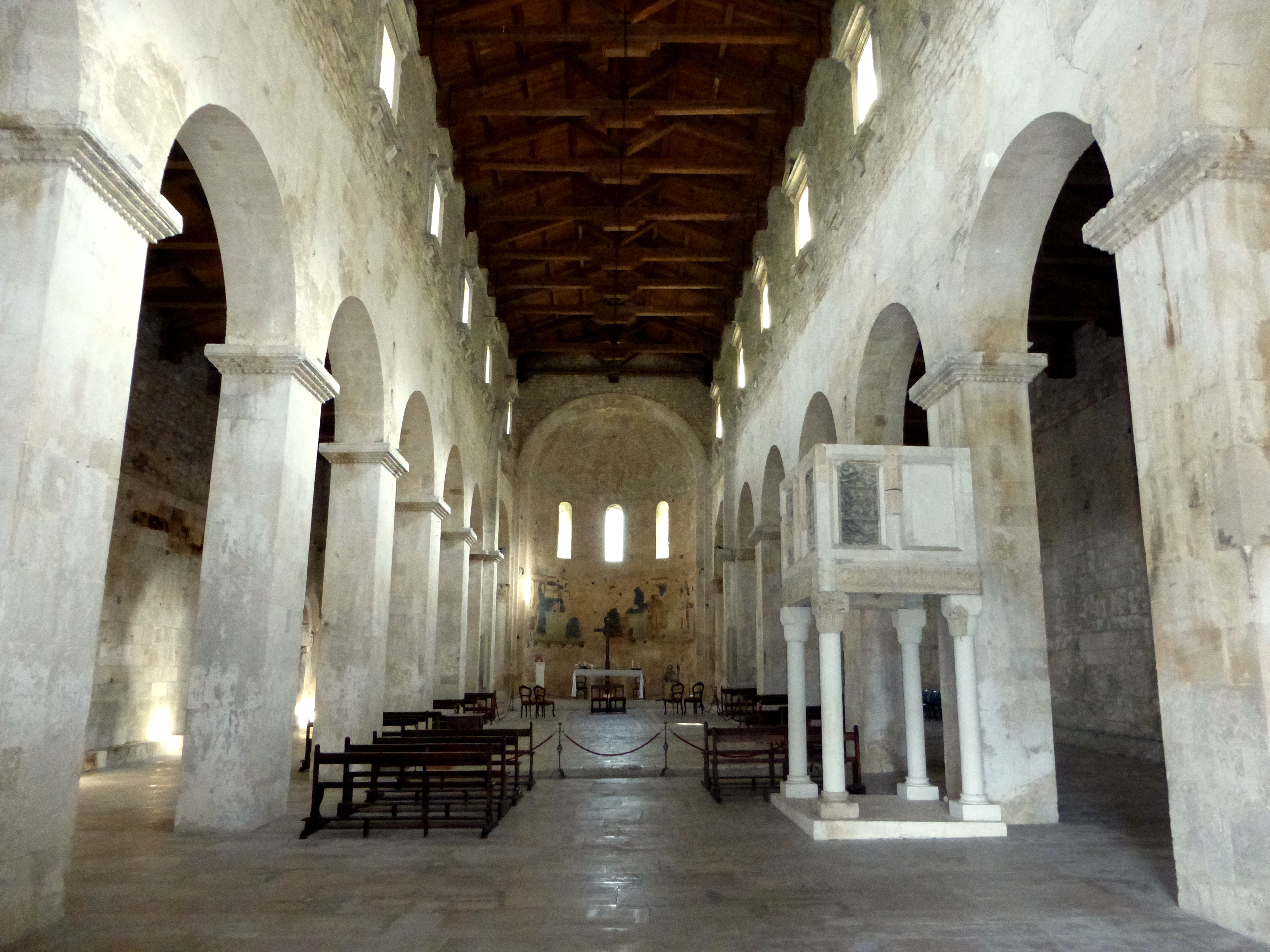
Intérieur

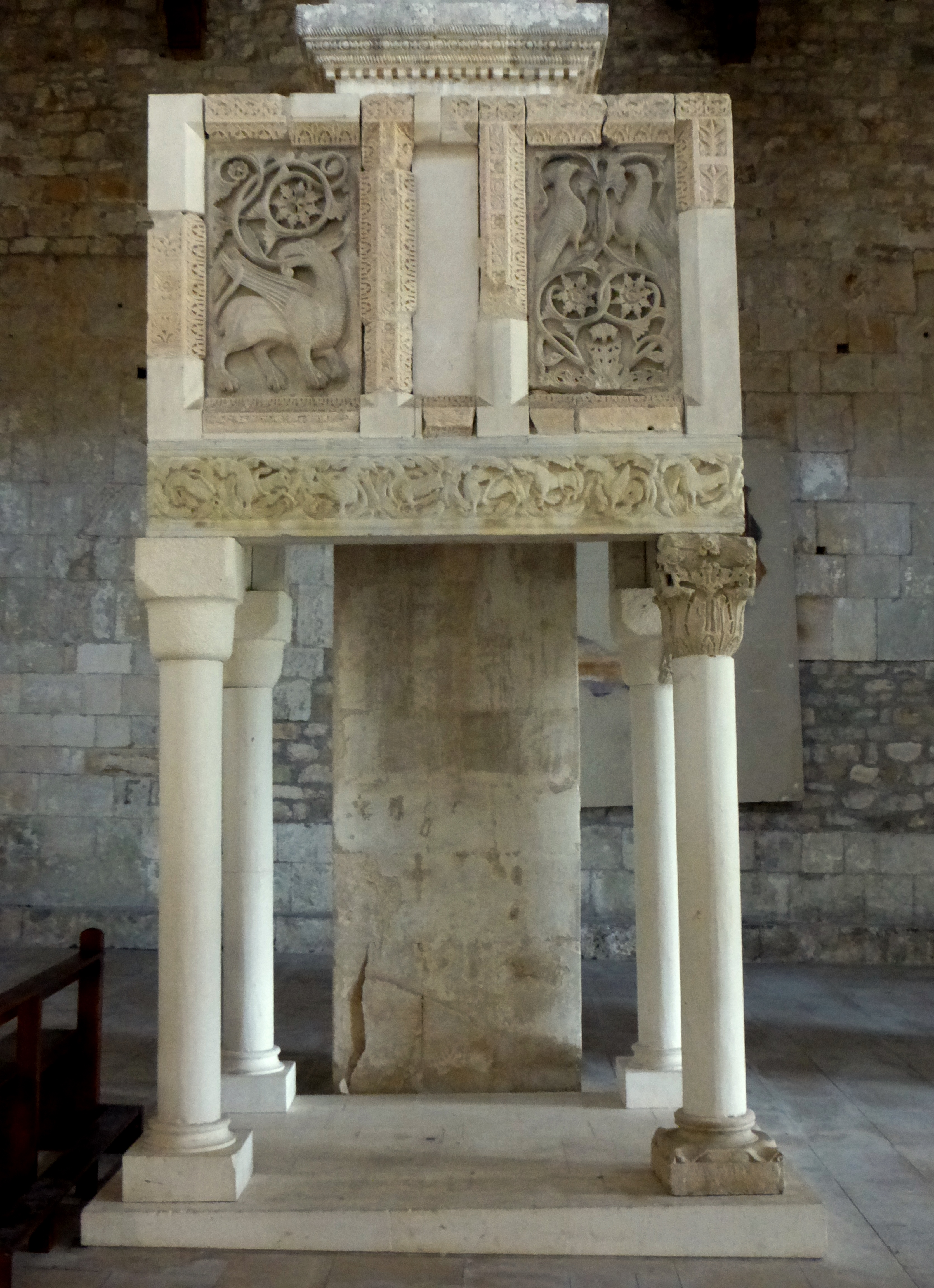
L'ambon

L'abbaye, située dans un cadre naturel d'une grande beauté, présente une façade blanche équilibrée dans ses volumes et flanquée d'un clocher à plan carré développé en trois étages percés de monofore, bifore et trifore. La façade suit un schéma dessiné par des reliefs verticaux avec un goût lombard.
La répartition intérieure du plan basilical se fait en trois nefs avec sept arcs en plein cintre reposant sur des piliers quadrangulaires.
L'accès au chœur se fait par trois arcs de triomphe (il manque celui du centre), qui reposent sur des piliers en croix, se terminant par de belles décorations d'ovules et de denticules ; ce même type de décoration divise horizontalement les murs de la nef centrale jusqu'à l'abside, se terminant en trois ordres circulaires.

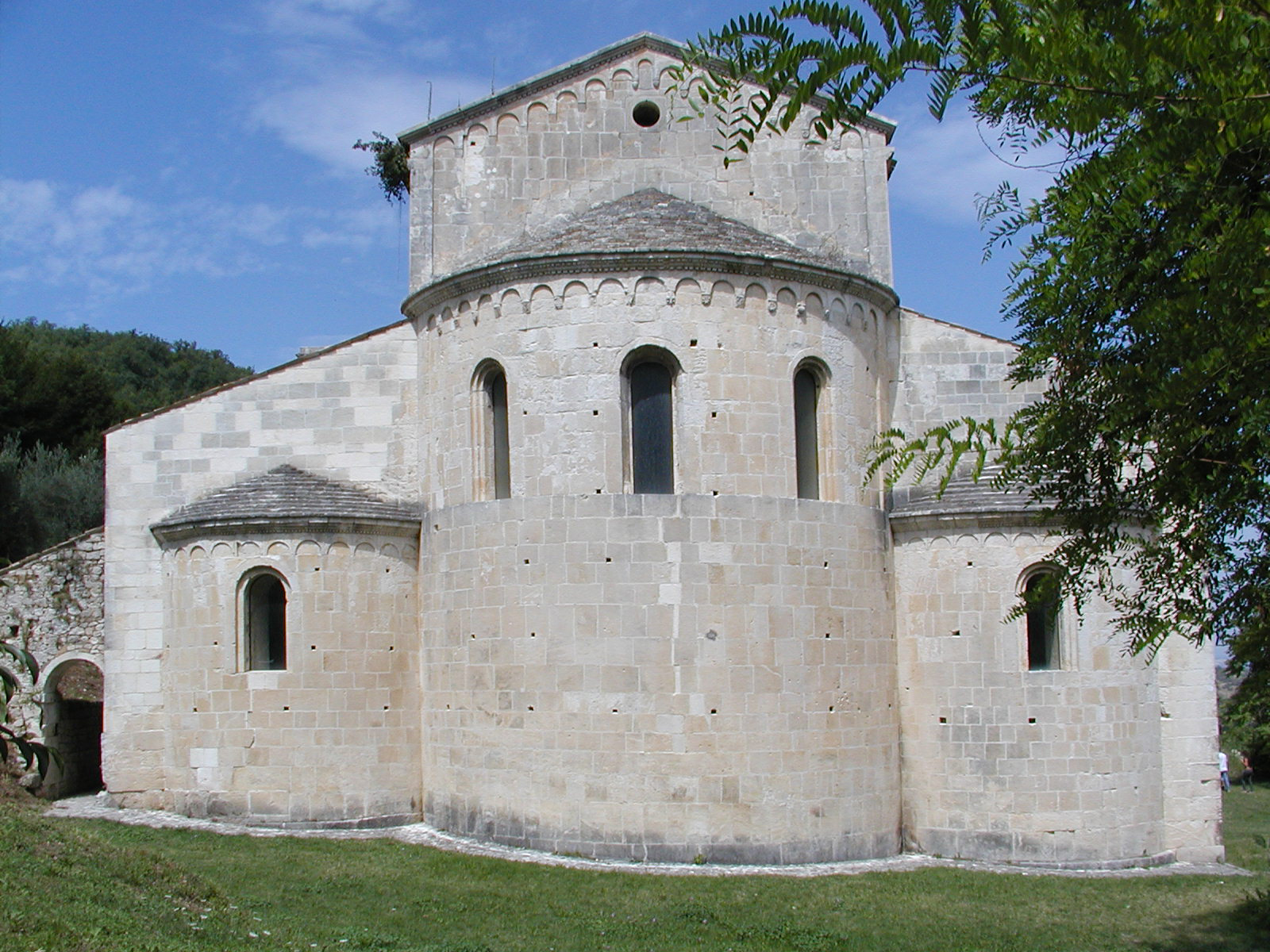
Extérieur de l'abside

Le plafond est en charpente de bois ; dans la nef gauche, on peut apercevoir les accès originaux au cloître et à la résidence du monastère, représentés par deux portes décorées ; il est possible de remarquer sur l'architrave de la deuxième porte le motif caractéristique des fleurs typique du roman des Abruzzes.
Le sol de la nef centrale présente une belle et rare composition géométrique polychrome datant d'environ 1200, tandis que les fresques qui ornaient autrefois la conque de l'abside, autrefois unies, peuvent aujourd'hui être admirées séparément après la dernière restauration ; la première, positionnée sur des panneaux, date du XVIe siècle et représente le moine Théobald, fondateur de l'abbaye ; la seconde, plus ancienne (XIIe siècle), restée dans sa position d'origine, montre des traces de figures de saints.
L'ambon est une structure carrée en forme de coffre et présente des similitudes notables avec l'ambon de l'Abbaye de Saint-Clément de Casauria et de San Pelino à Corfinio.

## Fresques

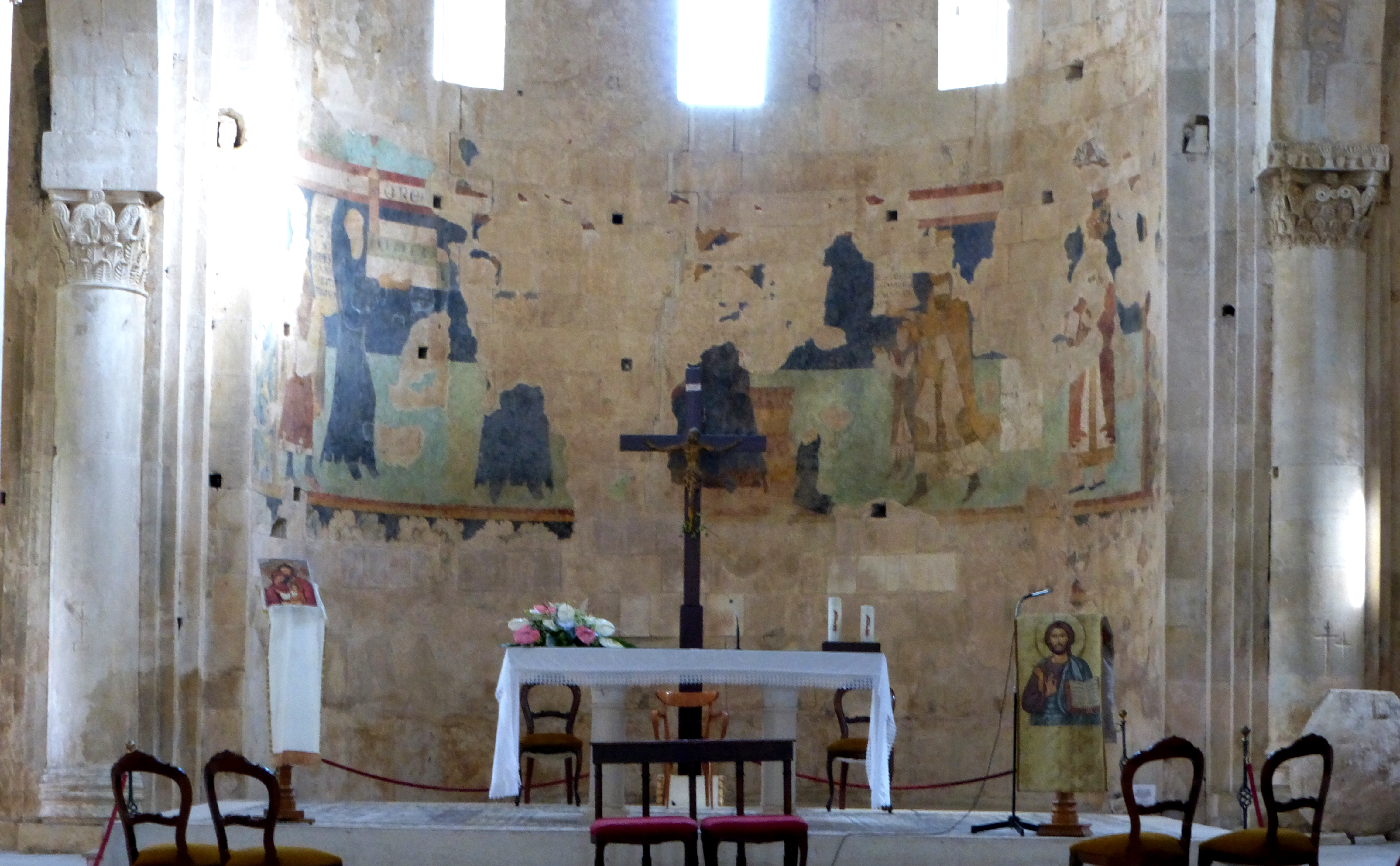
Fresques de l'abside

L'église de San Liberatore conserve deux cycles de fresques médiévales, remontant à des époques différentes. L'état de grave usure dans lequel elles se trouvent aujourd'hui est principalement dû à l'absence de toit pendant une longue période. Au XVIe siècle, elles ont été recouvertes par d'autres peintures qui ont récemment été détachées et fixées sur des panneaux exposés dans la nef droite. La fresque la plus ancienne remonte à la période de l'abbé français Bernard Ayglier, dans la seconde moitié du XIIIe siècle.
Bien que stylistiquement différents, les deux cycles traitent du même thème, à savoir illustrer et défendre les privilèges, les possessions et les droits féodaux de l'abbaye elle-même. Les peintures du XIIIe siècle dans l'abside représentent des épisodes liés à l'histoire du monastère : un moine (probablement Théobald) offrant un modèle de l'église à Saint Benoît, Sancio de Villa Oliveti qui donne ses propriétés au monastère, Charlemagne et (peut-être) son jeune fils Pépin confirmant le monastère à l'ordre bénédictin.
Au centre se trouvait Saint Benoît, tenant de la main droite la crosse d'évêque-abbé du diocèse de Cassino, aujourd'hui seulement partiellement reconnaissable. D'auteur inconnu, selon certains un certain Théodino, cette œuvre représente un témoignage important de la peinture gothique. Les fresques du XVIe siècle sont quant à elles un exemple d'influence lombarde et vénitienne.

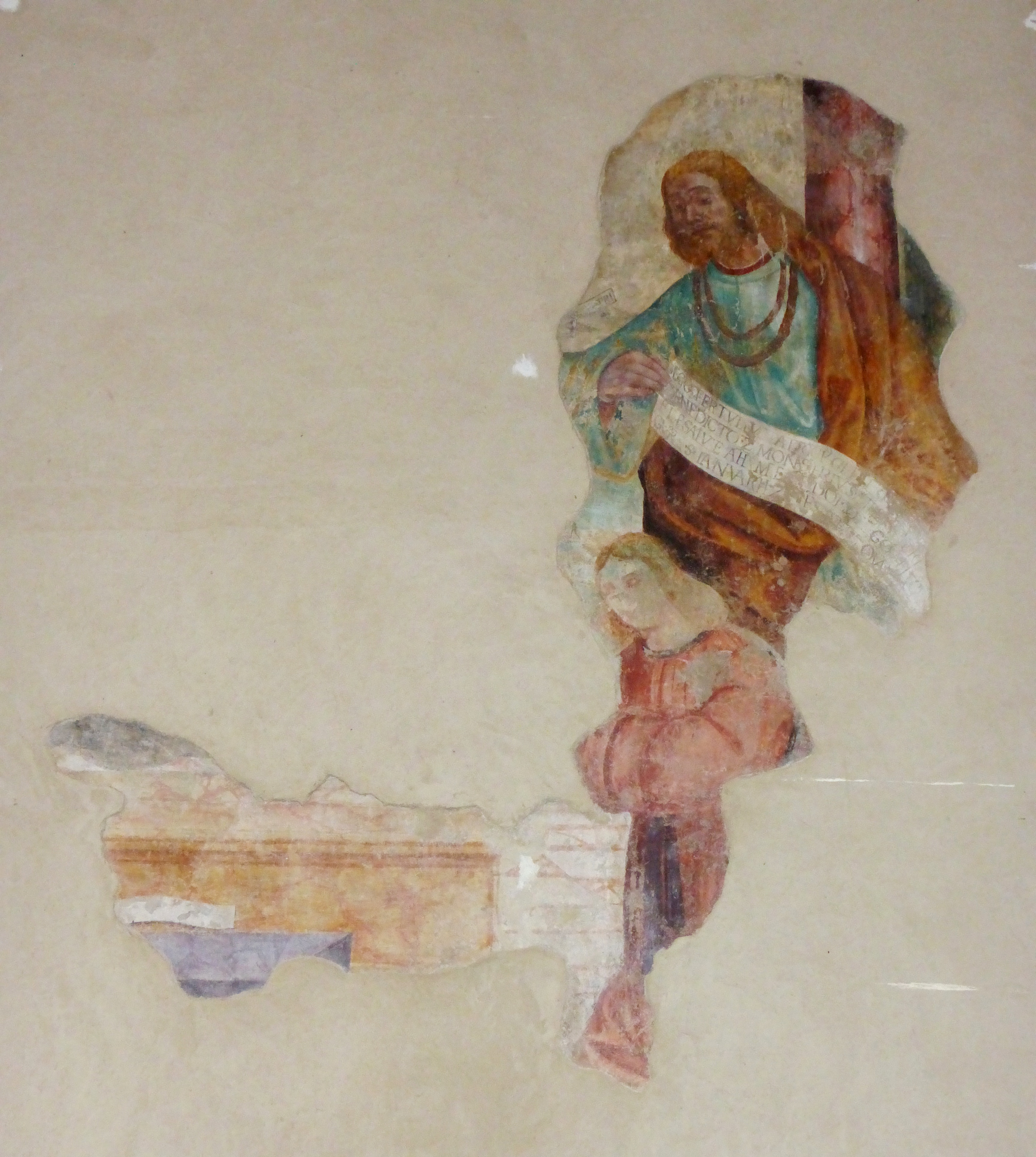
Fresque du XVIe siècle
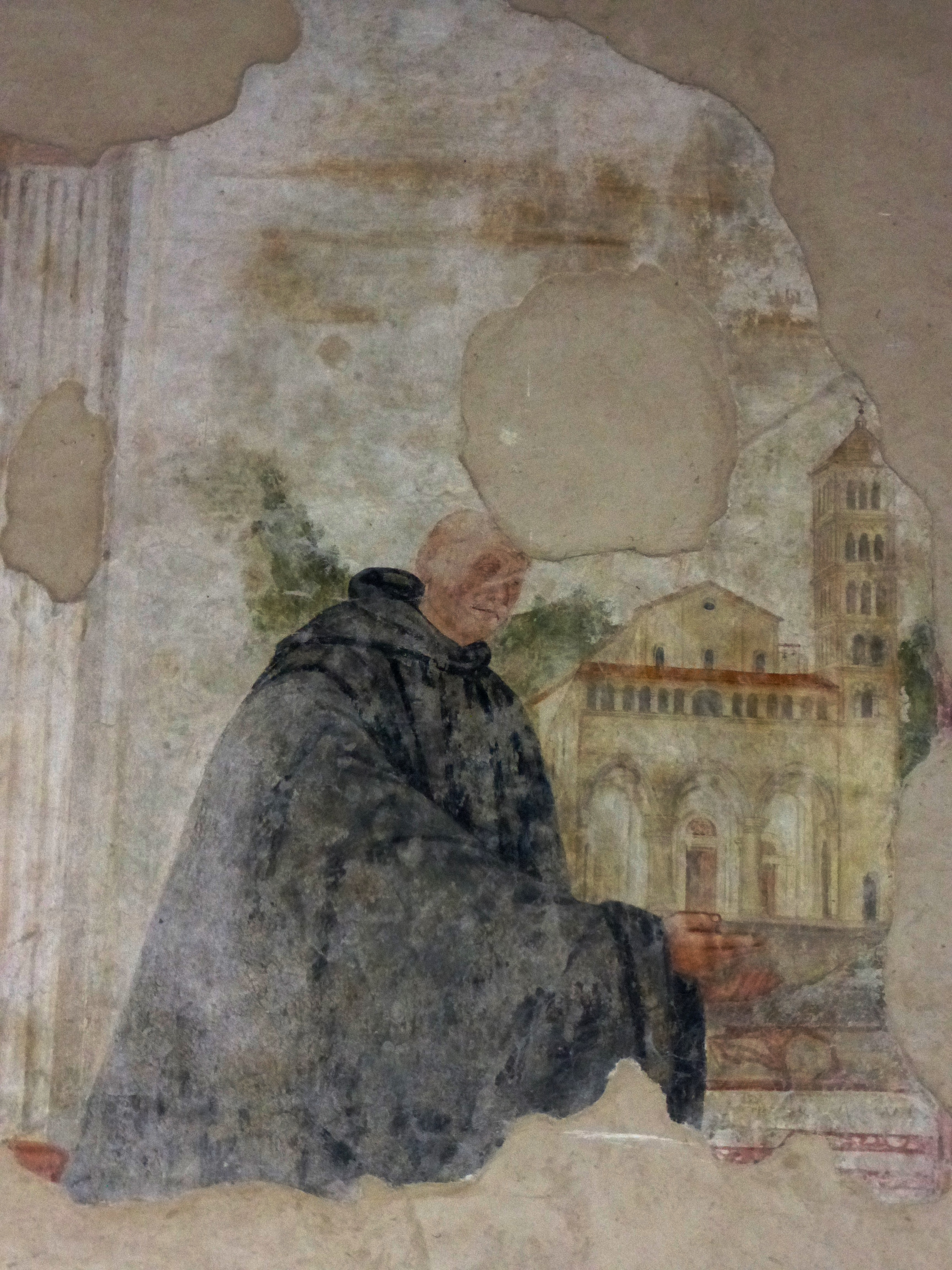
Fresque représentant l'abbaye
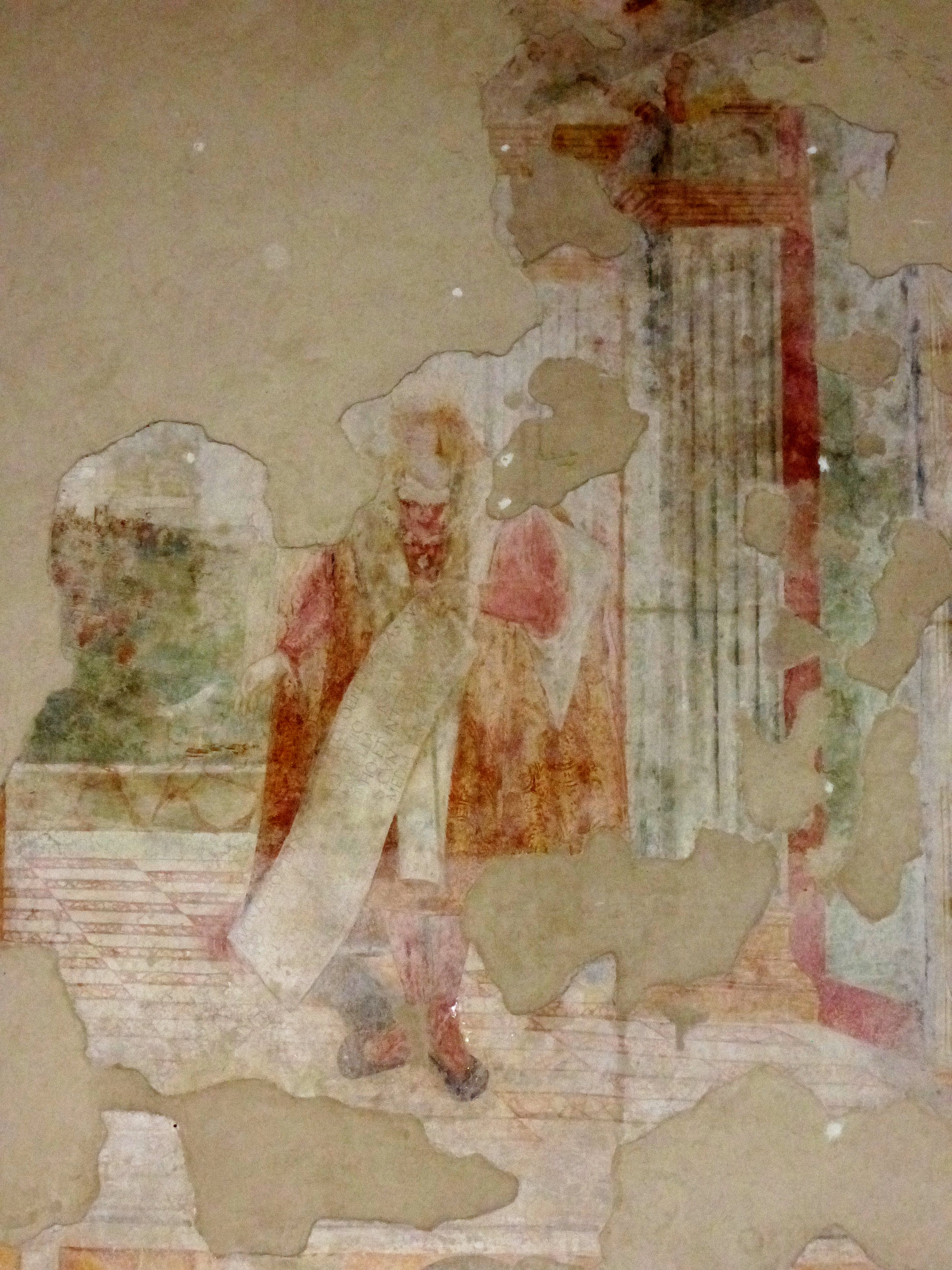
Autre fresque du XVIe siècle